# Клавдий Гермогениан Цезарий
Клавдий (Клодий) Гермогениан Цезарий (лат. Claudius Hermogenianus Caesarius) — римский политический деятель конца IV века.
До 374 года проконсулом Африки. C 21 мая — 19 июля 374 был префектом Рима.
По-видимому, по его приказу, как префекта города, некий Теренций (корректор Тусции) был казнён. Это был человек, который ранее донёс на префекта города Орфита, обвинив его в растрате, а затем сам попался на мошенничестве и проходил по делу навикулариев («хлебное дело»).
Во время его префектуры на город обрушилось наводнение. Из-за обильных дождей река Тибр разлилась и затопила почти весь город. Возникла проблема с сообщением, и для предотвращения голода большое количество продовольствия доставлялось на лодках. Сам префект действовал с полным спокойствием.
Против него не было бунтов, так как он своевременно прислушивался к жалобам. Он восстановил много общественных зданий. Одним из них был портик Бонуса Эвентуса, примыкавший к храму этого божества.
Входил в коллегию квиндецемвиров священнодействий (Quindecimviri sacris faciundis).
Был ревностным язычником и исполнил тавроболий 19 июля 374 года (возможно, находясь в должности префекта).
О его семейных связях ничего неизвестно, но возможно, связан с консулом 379 года Квинтом Клодием Гермогенианом Олибрием.